# Solenopsis mozabensis
Solenopsis mozabensis är en myrart som först beskrevs av Bernard 1977.  Solenopsis mozabensis ingår i släktet eldmyror, och familjen myror. Inga underarter finns listade i Catalogue of Life.